# Phare de Trieste
Le phare de Trieste (en italien : Lanterna di Trieste) est un phare inactif situé à Trieste (Italie), dans la région du Frioul-Vénétie Julienne. L'ancien phare, situé dans le Porto Vecchio (Vieux port) du Port de Trieste, a fonctionné de 1833 à 1969. Il faisait partie d'un projet initié dans la première moitié du XIXe siècle par la Chambre de commerce de Trieste incluant plus d'une douzaine de phares sur la côte adriatique grâce auxquels la sécurité de la navigation devait être améliorée.

## Histoire
Le phare de 33 mètres de haut est commandée par Karl von Zinzendorf, gouverneur de la ville de 1776 à 1882. Il est construit en 1831 selon un projet de l'architecte d'origine allemande Matteo Pertsch. 
Le phare est situé au sommet du quai Fratelli Bandiera, à l'extrémité ouest de la ville, en bordure de l'entrée du vieux port. Ses fondations reposent sur le rocher Scoglio dello Zucco, à partir duquel les Romains avertissaient les navires avec un système de signalisation. Il fait partie du Molo Fratelli Bandiera (anciennement Molo di Santa Teresa), qui forme l'extrémité orientale de l'ancien port de Trieste (Porto Vecchio) et dont la construction a été initiée par Marie-Thérèse entre 1744 et 1769,. Lors de sa mise en service le 11 février 1833, il est le seul phare sur le golfe de Trieste, qui s’étend sur 16 milles nautiques et est produit par « un appareil d'éclairage basé sur le système de Fresnel avec une grande lampe modératrice et deux mèches concentriques ». Une lumière intermittente avec une fréquence de coupure de 30 secondes est émise par un système nouveau à l'époque. À partir de 1860, il fonctionne au pétrole et depuis 1926 à l'électricité. La technique d'éclairage est aujourd'hui au Musée Naval de La Spezia. En 1946, la Lanterna reçoit une enveloppe externe dans la conception de couleur commune aux phares à rayures horizontales, qui est retirée à nouveau en 1955, rétablissant les couleurs d'origine.
La lanterne est soutenue par une colonne de pierre cylindrique de 31 m qui s'élève d'une tour crénelée de deux étages. En plus de sa fonction de phare, le bâtiment devait également assurer une fonction de défense du port.
Avec la mise en service du nouveau phare de la Victoire sur la butte de Gretta, de l'autre côté du golfe de Trieste, en 1927, le phare perd son importance pour la navigation. Il est désactivé définitivement comme signalisation maritime le 25 novembre 1969.  Aujourd'hui, la tour sert à éclairer le port.
Le phare, depuis 1992, abrite également la section de Trieste de la Ligue navale italienne (it).
Avec un bateau à roues à aubes dans une mer agitée, le phare a orné les couvertures de l'Almanach Illustriertes Familienbuch publié par l'Österreichischer Lloyd de 1850 à 1865.
Une maquette du phare se trouve au musée de la Chambre de Commerce de Trieste (Museo Commerciale di Trieste).

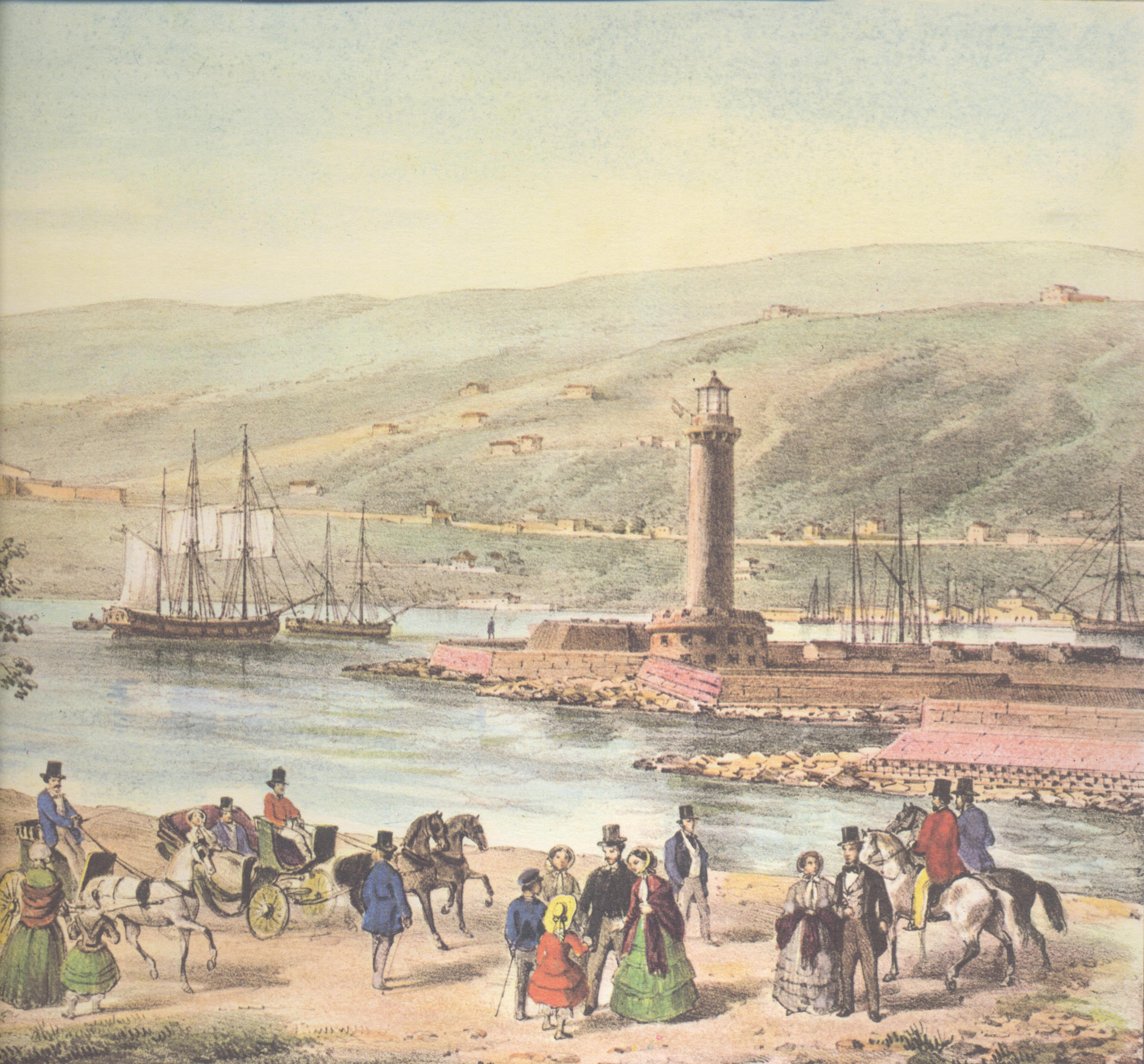
Le phare en 1854.
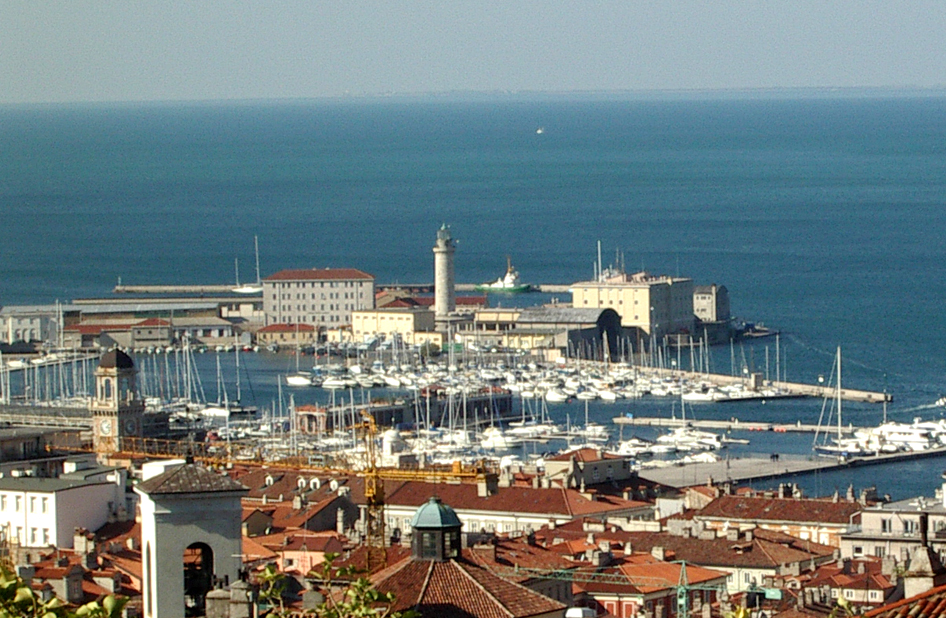
Le port de Trieste.

## Fonctionnement
Le phare utilisait des drapeaux et des balles pour indiquer les mouvements des navires dans le port ; un coup de canon tiré depuis la base du phare annonçait l'heure de midi. La lecture du baromètre, qui était mis à jour plusieurs fois par jour, pouvait être lue sur une échelle côté mer.
Le phare repose sur une base circulaire d'une circonférence de 60 mètres, une tour dite « Maximilienne » avec deux rangées de meurtrières qui permettaient une défense à 360°. Sa construction remonte à l'archiduc Maximilien Joseph d'Autriche-Este, qui suivit l'exemple anglais de la tour Martello. En plus de la base du phare, il y avait trois autres tours Maximiliennes à Trieste : le Fort de Sanza et deux autres tours à l'Hôpital Santa Teresa.